# Французская секция Рабочего интернационала
Францу́зская се́кция Рабо́чего интернациона́ла (СФИО; фр. Section Française de l'Internationale Ouvrière — SFIO) — социалистическая партия, существовавшая во Франции в период с 1905 по 1969 год. Прямая предшественница французской Социалистической партии.

## История

### До Первой мировой войны
СФИО возникла в результате слияния Французской социалистической партии с более радикальной Социалистической партией Франции, которое произошло в 1905 году в соответствии с решением прошедшего в 1904 году Амстердамского конгресса Второго интернационала.
Изначально СФИО была более децентрализованной, чем другие европейские социалистические партии, региональные отделения обладали в ней большой автономией. Должность генерального секретаря до 1918 занимал Луи Дюбрей, но она была чисто административной, реальным политическим лидером являлся бывший лидер Французской социалистической партии Жан Жорес. В отличие от более умеренной Республиканско-социалистической партии, СФИО не участвовала в коалиционных правительствах Левого блока с радикалами, хотя частично поддерживала их политику, в частности, в религиозных вопросах.

### Первая мировая война
В июле 1914 года партия оказалась расколота по вопросу об отношении к назревающей Первой мировой войне между сторонниками безусловной поддержки Франции в войне и интернационалистами-пацифистами; сильный удар по позициям последних нанесло убийство Жореса 31 июля 1914 года. Дальнейший раскол вызвала Октябрьская революция в России и последовавшее за ней создание Третьего интернационала. На Турском конгрессе 1920 года большинство присутствующих выступило за вступление в Коминтерн и 25 декабря 1920 создало собственную партию, получившую название Французская секция Коммунистического интернационала (SFIC); к ней перешла основанная Жоресом газета «Юманите». Меньшинство во главе с Леоном Блюмом, лидером парламентской группы СФИО, решило остаться в составе Второго интернационала. Новым генеральным секретарём партии сделался Поль Фор.

### Между мировыми войнами
В межвоенный период СФИО в основном поддерживала радикалов и Республиканско-социалистическую партию; союз СФИО и радикалов (фр.  Cartel des gauches Левая коалиция, или Левый картель) побеждал на выборах в 1924 и 1932 годах; СФИО не участвовала в формировании коалиционных правительств, но поддерживала их. В ноябре 1933 года от СФИО откололась группа неосоциалистов во главе с Марселем Деа и Адриеном Марке. Неосоциалисты создали Социалистическую партию Франции — Союз Жана Жореса и в 1935 году вошли в коалиционную формацию Социалистический республиканский союз.
Угроза прихода к власти ультраправых заставила все левые силы Франции объединиться под знаменем Народного фронта, в который наряду со СФИО вошли Французская коммунистическая партия (возникшая на основе Французской секции Коммунистического интернационала) и Радикальная партия. В СФИО также стали вступать французские троцкисты, положив начало политике энтризма. Народный фронт выиграл выборы 1936 года, по итогам которых фракция СФИО стала крупнейшей в парламенте и СФИО впервые вошла в состав правительства (его председателем стал Блюм).

### Вторая мировая война
В 1940 многие депутаты СФИО оказались в числе 80 парламентариев, отказавшихся поддержать установление режима Виши; некоторые социалисты участвовали в Движении Сопротивления. Однако часть членов партии, включая Поля Фора (в 1944 исключённого из её состава), согласились сотрудничать с новым правительством.

### Четвёртая республика
После войны воссозданная СФИО вошла в трёхпартийную коалицию с ФКП и христианско-демократическим Народным республиканским движением. Первым президентом Четвёртой республики стал социалист Венсан Ориоль, но в то же время СФИО перестала быть крупнейшей левой партией, уступив эту роль ФКП. Из-за усиления разногласий между западными державами и СССР (на который ориентировалась ФКП) коалиция трёх партий распалась в мае 1947; СФИО и НРД в союзе с радикалами создали коалицию «Третьей силы», противостоящую как коммунистами слева, так и голлистам справа. Новый председатель партии, Ги Молле, решительно отвергал союз с коммунистами, заявив, что «ФКП находится не левее, а восточнее». Для участия в выборах 1956 года была создана новая левоцентристская коалиция с участием СФИО, получившая название Республиканский фронт. Социалистам удалость сформировать правительство во главе с Молле (поначалу поддерживаемое коммунистами), но жёсткая политика, проводимая новым кабинетом в Алжирской войне за независимость, вызвала сильное недовольство внутри СФИО, усугубившее ставший очевидным кризис Четвёртой республики. В 1958 году Молле поддержал приход к власти де Голля и установление Пятой республики.
В январе 1957 года, незадолго до получения независимости французскими колониями в Африке, от СФИО отсоединилось Африканское социалистическое движение.

### Пятая республика
Всё это сильно дискредитировало СФИО, и в 1960-е она потеряла большую часть прежней популярности. Молодежь и левые интеллектуалы стали больше поддерживать новую Объединённую социалистическую партию, а среди рабочего класса позиции СФИО особенно сильно потеснила ФКП; сказался и общий упадок левого движения — на выборах 1958, 1962, 1967 и особенно 1968 годов убедительные победы одерживали правые, прежде всего голлисты. Дошло до того, что в 1969 году кандидат в президенты от СФИО Гастон Деффер получил всего 5,01 % голосов, намного уступив Жаку Дюкло из ФКП. В мае и июле 1969 года, на конгрессах в Альфортвиле и Исси-де-Мулино, СФИО была преобразована в ныне действующую Социалистическую партию.

## Организационная структура
СФИО состояла из приверженцев (adherent), каждый из которых платил обязательные членские взносы, приверженцы были объединены в секции, секции в федерации.
Высший орган — национальный съезд (congres national), межу национальными съездами — национальный совет (conseil national), между национальными советами — Руководящий комитет (Comité Directeur) (ранее — Административная комиссия (Сommission administrative)), исполнительные органы — Исполнительное бюро и Секретариат, высшее должностное лицо — Первый секретарь.
Федерации
Федерации соответствовали департаментам.
Высший орган федерации — федеральный съезд (congres federal), между федеральными съездами — федеральная административная комиссия (Commission administrative fédérale), исполнительные органы федерации — федеральный секретариат (Secretariat federale), высшее должностное лицо федерации — федеральный первый секретарь.
Секции
Секции соответствовали коммунам, реже — кварталам.
Высший орган секции — общее собрание, между общими собраниями — административная комиссия (commission administrative de la section).

## Генеральные секретари партии
- 1905—1918 — Луи Дюбрей
- 1918—1920 — Луи-Оскар Фроссар[англ.]
- 1920—1940 — Поль Фор[англ.]
- 1943—1946 — Даниэль Мейер[фр.]
- 1946—1969 — Ги Молле

## Динамика численности
1905 год — не более 35 тыс.

1920 год — 180 тыс.

1937 год — не более 286 тыс.

1946 год — 354 тыс.

1958 год — 85 тыс.